# Aerolíneas del Sur
A Air Comet Chile (anteriormente Aerolíneas del Sur) foi uma companhia aérea chilena pertencente ao grupo espanhol Marsans, que controla também a Aerolíneas Argentinas e a Air Comet. Iniciou suas atividades em 6 de dezembro de 2004, baseada no Aeroporto Arturo Merino Benitez, em Santiago do Chile, operando também nas cidades de Puerto Montt, Punta Arenas, Antofagasta, Iquique e Calama.

## Frota

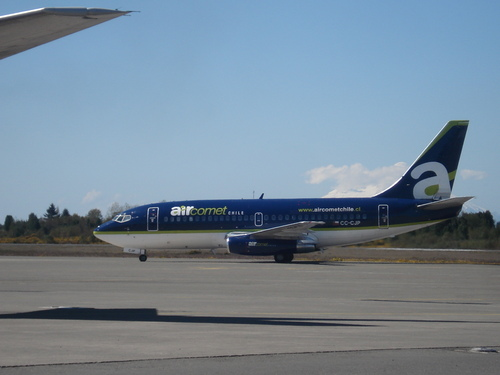
Boeing 737-200 da Air Comet.

Sua frota consta de 6 aeronaves modelo Boeing 737-200.